# 川村貢治
川村 貢治（かわむら こうじ、1981年8月5日 - ）は、日本の男性プロボクサー。神奈川県で出生し川崎市育ち。元OPBF東洋太平洋スーパーフェザー級王者。2003年横浜光ボクシングジム所属選手としてプロデビュー、2008年よりワタナベボクシングジム所属。神奈川県立大師高等学校卒業。

## 来歴
2003年5月15日、プロデビュー。2005年11月3日、東上剛に3-0の判定勝利を収めて東日本フェザー級新人王を獲得。同年12月18日には伊藤康隆に3RTKO勝利を収めて全日本フェザー級新人王を獲得し、敢闘賞を受けた。2007年12月15日に行われた矢代義光との15戦目では0-3の判定決着により初黒星を喫した。再帰4連勝の後、2009年には日本タイトル挑戦権獲得トーナメント「最強後楽園」にエントリーしたが、10月11日に岡田誠一との対戦で0-3の判定負けを喫した。
2010年1月11日に東京ビッグサイトで行われた世界戦のアンダーカードで空位のOPBF東洋太平洋スーパーフェザー級王座を金聖泰と争い、再起戦にして9RTKO勝利で王座を獲得した。同年7月28日には初防衛戦を予定していたが、約1か月前に中止を決め、王座を返上することを発表した。同年7月26日の日本ボクシングコミッションランキング委員会ではこの王座返上に加え、網膜剥離のため現役を引退することが報告された。
現在はDANGAN AOKIのトレーナー。

## 戦績
- プロボクシング：21戦18勝 (6KO) 2敗1分

| 戦           | 日付           | 勝敗 | 時間 | 内容 | 対戦相手                           | 国籍                     | 備考                                       |
| ------------ | -------------- | ---- | ---- | ---- | ---------------------------------- | ------------------------ | ------------------------------------------ |
| 1            | 2003年5月15日  | 勝利 | 4R   | 判定 | 内田次郎                           | 日本 （角海老宝石）      | プロデビュー戦                             |
| 2            | 2003年8月26日  | 引分 | 4R   | 判定 | 外山雅咲人                         | 日本 （埼玉池田）        |                                            |
| 3            | 2003年11月6日  | 勝利 | 1R   | KO   | 渡辺真太郎                         | 日本 （ワタナベ）        |                                            |
| 4            | 2004年1月16日  | 勝利 | 4R   | 判定 | 森作文彦                           | 日本 （北澤）            |                                            |
| 5            | 2004年12月4日  | 勝利 | 4R   | 判定 | 橋本均                             | 日本 （小熊）            |                                            |
| 6            | 2005年8月18日  | 勝利 | 4R   | TKO  | 矢坂貴行                           | 日本（全日本パブリック） | 東日本フェザー級新人王トーナメント準々決勝 |
| 7            | 2005年9月28日  | 勝利 | 4R   | 判定 | 小平恵司                           | 日本 （伴流）            | 東日本フェザー級新人王トーナメント準決勝   |
| 8            | 2005年11月3日  | 勝利 | 6R   | 判定 | 東上剛                             | 日本 （ドリーム）        | 東日本フェザー級新人王トーナメント決勝戦   |
| 9            | 2005年12月18日 | 勝利 | 3R   | TKO  | 伊藤康隆                           | 日本 （東海）            | 全日本フェザー級新人王決定戦（敢闘賞獲得） |
| 10           | 2006年4月24日  | 勝利 | 2R   | KO   | マンコーントン・ポルソンクラム     | タイ                     |                                            |
| 11           | 2006年8月5日   | 勝利 | 8R   | 判定 | 室井啓宏                           | 日本 （東海）            |                                            |
| 12           | 2006年12月2日  | 勝利 | 3R   | TKO  | 村上和樹                           | 日本 （守口東郷）        |                                            |
| 13           | 2007年4月14日  | 勝利 | 8R   | 判定 | 久保田浩貴                         | 日本（シャイアン山本）   |                                            |
| 14           | 2007年7月21日  | 勝利 | 8R   | 判定 | 高橋秀鎮                           | 日本 （江坂）            |                                            |
| 15           | 2007年12月15日 | 敗北 | 10R  | 判定 | 矢代義光                           | 日本 （帝拳）            |                                            |
| 16           | 2008年5月17日  | 勝利 | 8R   | 判定 | 秋葉慶介                           | 日本 （角海老宝石）      |                                            |
| 17           | 2008年9月20日  | 勝利 | 8R   | 判定 | 杉崎由夜                           | 日本 （角海老宝石）      |                                            |
| 18           | 2009年2月21日  | 勝利 | 8R   | 判定 | ペットバンプラン・サクチャートリー | タイ                     |                                            |
| 19           | 2009年7月20日  | 勝利 | 8R   | 判定 | 百田聡志                           | 日本 （オザキ）          |                                            |
| 20           | 2009年10月11日 | 敗北 | 8R   | 判定 | 岡田誠一                           | 日本 （大橋）            | 最強後楽園スーパーフェザー級決勝           |
| 21           | 2010年1月11日  | 勝利 | 9R   | TKO  | 金聖奏                             | 韓国                     | OPBF東洋太平洋スーパーフェザー級王座決定戦 |
| テンプレート |                |      |      |      |                                    |                          |                                            |

## 獲得タイトル
- 第62回東日本フェザー級新人王
- 第52回全日本フェザー級新人王（敢闘賞）
- 第36代OPBF東洋太平洋スーパーフェザー級王座（防衛せず返上）